# Hirojuki Akimoto
Hirojuki Akimoto (japonsky 秋本 啓之), (* 31. ledna 1986 Amakusa, Japonsko) je japonský zápasník – judista.

## Sportovní kariéra
S judem začal v 5 letech. Jeho charakteristickou technikou je pravé drop seoi-nage. V nabité japonské reprezentaci se celou svojí kariéru nedokáže zbavit nálepky náhradníka. V pololehké váze byl dvojkou za Učišibou a v lehké váze je ve stínu Rika Nakaji a Šóhei Óna.

### Vítězství
- 2005 - 1x světový pohár (Paříž)
- 2006 - 2x světový pohár (Tbilisi, Kano Cup)
- 2007 - 1x světový pohár (Paříž)
- 2008 - 1x světový pohár (Vídeň)
- 2010 - 2x světový pohár (Vídeň, Rio de Janeiro)
- 2011 - 1x světový pohár (Kano Cup)
- 2014 - 2x světový pohár (Düsseldorf, Kano Cup)
- 2015 - 2x světový pohár (Paříž, Kano Cup)

## Výsledky
| Mistrovství světa |    | — |    | úč. |  | — | 1. | 5. |  | — | —  | — |  |  |  |  |  |  |  |  |  |
| Asijské hry       |    |   | 3. |     |  |   | 1. |    |  |   | 1. |   |  |  |  |  |  |  |  |  |  |
| MS juniorů        | 1. |   |    |     |  |   |    |    |  |   |    |   |  |  |  |  |  |  |  |  |  |